# Мендзилесе (Турецький повіт)
Мендзилесе (пол. Międzylesie) — село в Польщі, у гміні Владиславув Турецького повіту Великопольського воєводства.
Населення — 280 осіб (2011).
У 1975-1998 роках село належало до Конінського воєводства.

## Демографія
Демографічна структура станом на 31 березня 2011 року:
|          | Загалом | Допрацездатний вік | Працездатний вік | Постпрацездатний вік |
| -------- | ------- | ------------------ | ---------------- | -------------------- |
| Чоловіки | 141     | 28                 | 96               | 17                   |
| Жінки    | 139     | 27                 | 80               | 32                   |
| Разом    | 280     | 55                 | 176              | 49                   |